# Pasapalabra (Argentina)
Pasapalabra es un programa de televisión argentino que replica el formato del programa español del mismo nombre, que a su vez está basado en el concurso británico The Alphabet Game, y se ha emitido en intervalos desde 2002. Comenzó el 7 de enero de 2002 en Azul TV con la conducción de Claribel Medina. En enero de 2016, 15 años después, el formato regresó a la televisión abierta con Iván de Pineda como conductor por El trece, hasta el 10 de abril de 2020. Meses más tarde, la cadena Telefe adquirió los derechos y reflotó la producción, con aire a partir del 1 de marzo de 2021.

## Historia
El programa contó la conducción de Claribel Medina en enero de 2002 por Azul TV y luego regresó en 2016 completamente renovado, por Canal 13 y conducido por Iván de Pineda. Desde entonces, ha emitido cuatro temporadas ininterrumpidas.
En abril de 2020, a causa de la pandemia por coronavirus el ciclo salió del aire luego de varias repeticiones.
En noviembre de 2020, se confirmó que el programa volvería en primer trimestre de marzo de 2021 pero esta vez a Telefe.

## Formato
El programa consta de 2 equipos (azul y naranja) de tres personas, donde el capitán es el participante, quien está acompañado por dos invitados famosos. Durante la primera etapa del capítulo, los equipos compiten en distintos juegos que tienen como objetivo la suma de segundos para el juego final, llamado «el rosco». En este último solo juegan los capitanes, quienes compiten por el pozo acumulado. El ganador del capítulo que no complete «el rosco» podrá continuar participando en el siguiente.

## Conductores
| Año                      | Conductor/a     | Canal             |
| ------------------------ | --------------- | ----------------- |
| 2002                     | Claribel Medina | Azul TV - Canal 9 |
| 2016-2020                | Iván de Pineda  | El Trece          |
| 2021-2022; 2025-presente | Iván de Pineda  | Telefe            |

## Juegos
Esta es la lista de juegos previos al rosco.
- La Pista
- La Pista Musical
- La Pista Musical (Internacional)
- Una De Cuatro
- Tutti Frutti
- Deletrea La Palabra
- ¿Dónde están?
- Palabras Cruzadas
- Palabra Vertical
- Sopa De Letras
- ¿Cómo se escribe?
- Palabras Actuadas
- Armapalabra
- ¿Quiénes son?
- Vocales y consonantes
- Letra a letra
- El que sabe, sabe

## Ganadores del Rosco

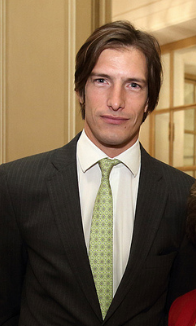
Iván de Pineda, conductor del programa de 2016 a la actualidad

Desde 2016, hubo seis ganadores del Roscoː Horacio Moavro, Diego Aira, Martina Barraza, Camilo Rubio, Diego Ramos y Brian Parkinson.
A continuación se detalla una tabla con los montos ganados en el rosco a lo largo de las últimas cuatro temporadas. Cabe destacar que, en algunos casos, un monto ganado en pesos argentinos se traduce en un menor monto en dólares debido a la devaluación que sufrió Argentina los últimos años.
En cinco oportunidades se enfrentaron los campeones. En dos ocasiones, Diego Aira derrotó a Martina Barraza y en otra Diego Aira derrotó a Camilo Rubio. En una ocasión Brian Parkinson derrotó a Martina Barraza y en otra Martina Barraza derrotó a Brian Parkinson.

### Participantes
| Fecha                 | Temporada | Monto entregado ($ ARS) | Monto equivalente ($ USD) | Ganador(es)                   | # Roscos jugados hasta ganar |
| --------------------- | --------- | ----------------------- | ------------------------- | ----------------------------- | ---------------------------- |
| 28 de julio de 2021   | 2021      | $1 760 000              | $18 218                   | Brian Parkinson               | 53                           |
| 17 de julio de 2021   | 2021      | $100 000                | $1038                     | Diego Ramos (Edición famosos) | 1                            |
| 7 de marzo de 2019    | 2019      | $1 940 000              | $47 098                   | Camilo Rubio                  | 27                           |
| 12 de julio de 2018   | 2018      | $1 300 000              | $46 430                   | Diego Aira                    | 64                           |
| 14 de febrero de 2018 | 2018      | $1 340 000              | $68 089                   | Martina Barraza               | 10                           |
| 1 de junio de 2016    | 2016      | $300 000                | $21 126                   | Horacio Moavro                | 1                            |

## Campeones que no ganaron el Rosco
También hubo otros campeones que permanecieron muchos programas pero no pudieron llevarse el Roscoː
- Ramiro Faríasː 68 programas (antes de su derrota definitiva perdió 2 veces pero en ambas ocasiones volvió al programa al día siguiente al ganar el repechaje).[8]
- Diego Pokorski: 47 programas.
- Ivanna Hrycː 31 programas.
- Carol Legnazzi: 26 programas.
- Sergio Rodríguez: 17 programas.
- Gabriel Estrany: 13 programas.